# Selección de polo de Suiza
La Selección de polo de Suiza es el conjunto que representa a Suiza en las competencias internacionales de polo. Esta selección ha participado en dos fases finales del Campeonato Mundial de Polo, pero nunca ha superado la primera ronda. 
Su primera participación mundialista fue en el Campeonato Mundial de Polo de 1989, disputado en Berlín, Alemania. El conjunto suizo terminó en el quinto puesto de la competencia, siendo superado por Estados Unidos, Inglaterra, Argentina y Chile. Este equipo estaba conformado por Mario Zindel, Diego Pando, Rafael Pando y Reto Gaudenzi.
Su segunda, y última participación mundialista, fue de local en 1995. El Campeonato Mundial se realizó en St. Moritz y participó en la primera fase en el grupo "A". En el primer partido perdió contra Argentina por 15 goles a 5, mientras que en el segundo partido perdió por 7 goles a 3 frente a la Selección de polo de México. Suiza terminó decepcionando como organizador al ubicarse en la última posición del mundial.

## Resumen mundialista
| Campeonato Mundial de Polo | Campeonato Mundial de Polo | Campeonato Mundial de Polo | Campeonato Mundial de Polo | Campeonato Mundial de Polo | Campeonato Mundial de Polo |
| -------------------------- | -------------------------- | -------------------------- | -------------------------- | -------------------------- | -------------------------- |
| 1987:                      | No clasificó               | 1989:                      | Primera fase               | 1992:                      | No clasificó               |
| 1995:                      | Primera fase               | 1998:                      | No clasificó               | 2001:                      | No clasificó               |
| 2004:                      | No clasificó               | 2008:                      | No clasificó               | 2011:                      | No clasificó               |
| 2015:                      | No clasificó               | 2017:                      | No clasificó               |                            |                            |